# Tatsuya Yamaguchi
Tatsuya Yamaguchi (山口辰也?, Yamaguchi Tatsuya; Shiki, 11 febbraio 1976) è un pilota motociclistico giapponese.

## Carriera
Per quanto riguarda le competizioni mondiali ha usufruito di una wild card per partecipare al motomondiale - classe 250 con una Honda in occasione del GP del Giappone del 1999; grazie ai punti conquistati nell'occasione si è classificato ventiduesimo a fine stagione.
Nel 2002 corre la prova giapponese di Sugo del campionato mondiale Supersport con la Honda CBR 600F del team Honda UK Race in qualità di sostituto di John McGuinness, ma non termina la gara a causa di un ritiro, quindi non ottiene punti per la classifica piloti.
Ritorna alle gare del motomondiale quando nel 2010 corre con la Moriwaki MD600 del team Gresini Racing Moto2 il GP di San Marino in sostituzione dell'infortunato Vladimir Ivanov, posizionandosi fuori dalla zona punti.
La maggior parte della sua carriera si è svolta però nelle competizioni giapponesi, sia quelle di durata come la 8 Ore di Suzuka che quelle del campionato giapponese delle Superbike. È pressoché sempre stato fedele alla Honda e nel 2007 e 2008 ha fatto parte del team Moriwaki guidando una Honda CBR 1000RR. Sempre in ambito nazionale nel 2010 e nel 2011 ha vinto il campionato giapponese nella categoria Superstock 600.

## Risultati in gara

### Motomondiale
| 1999 | Classe | Moto  |  |   |  |  |  |  |  |  |  |  |  |  |  |  |  |  |  |  | Punti | Pos. |
| ---- | ------ | ----- |  | - |  |  |  |  |  |  |  |  |  |  |  |  |  |  |  |  | ----- | ---- |
| 1999 | 250    | Honda |  | 6 |  |  |  |  |  |  |  |  |  |  |  |  |  |  |  |  | 10    | 22º  |

| 2010 | Classe | Moto     |  |  |  |  |  |  |  |  |    |  |  |    |  |  |  |  |  |  | Punti | Pos. |
| ---- | ------ | -------- |  |  |  |  |  |  |  |  | -- |  |  | -- |  |  |  |  |  |  | ----- | ---- |
| 2010 | Moto2  | Moriwaki |  |  |  |  |  |  |  |  | NE |  |  | 25 |  |  |  |  |  |  | 0     |      |

| Legenda | 1º posto        | 2º posto            | 3º posto            | A punti      | Senza punti        | Grassetto – Pole position Corsivo – Giro più veloce |
| Legenda | Gara non valida | Non qual./Non part. | Ritirato/Non class. | Squalificato | '-' Dato non disp. | Grassetto – Pole position Corsivo – Giro più veloce |

### Campionato mondiale Supersport
| 2002 | Moto  |  |  |  |     |  |  |  |  |  |  |  |  | Punti | Pos. |
| ---- | ----- |  |  |  | --- |  |  |  |  |  |  |  |  | ----- | ---- |
| 2002 | Honda |  |  |  | Rit |  |  |  |  |  |  |  |  | 0     |      |

| Legenda | 1º posto        | 2º posto            | 3º posto           | A punti      | Senza punti        | Grassetto – Pole position Corsivo – Giro più veloce |
| Legenda | Gara non valida | Non qual./Non part. | Ritirato/Non class | Squalificato | '-' Dato non disp. | Grassetto – Pole position Corsivo – Giro più veloce |